# Habach

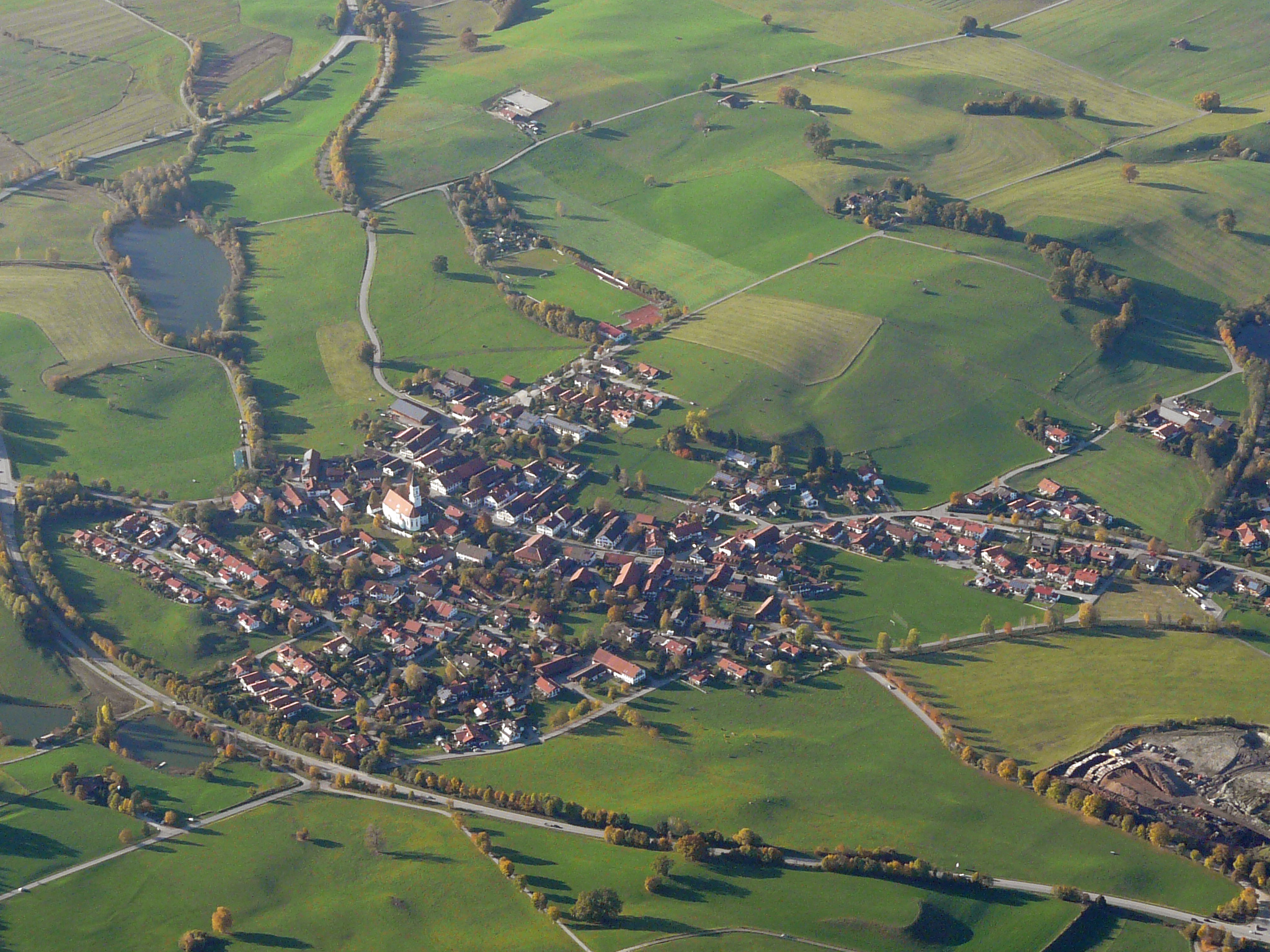
Habach von Südosten

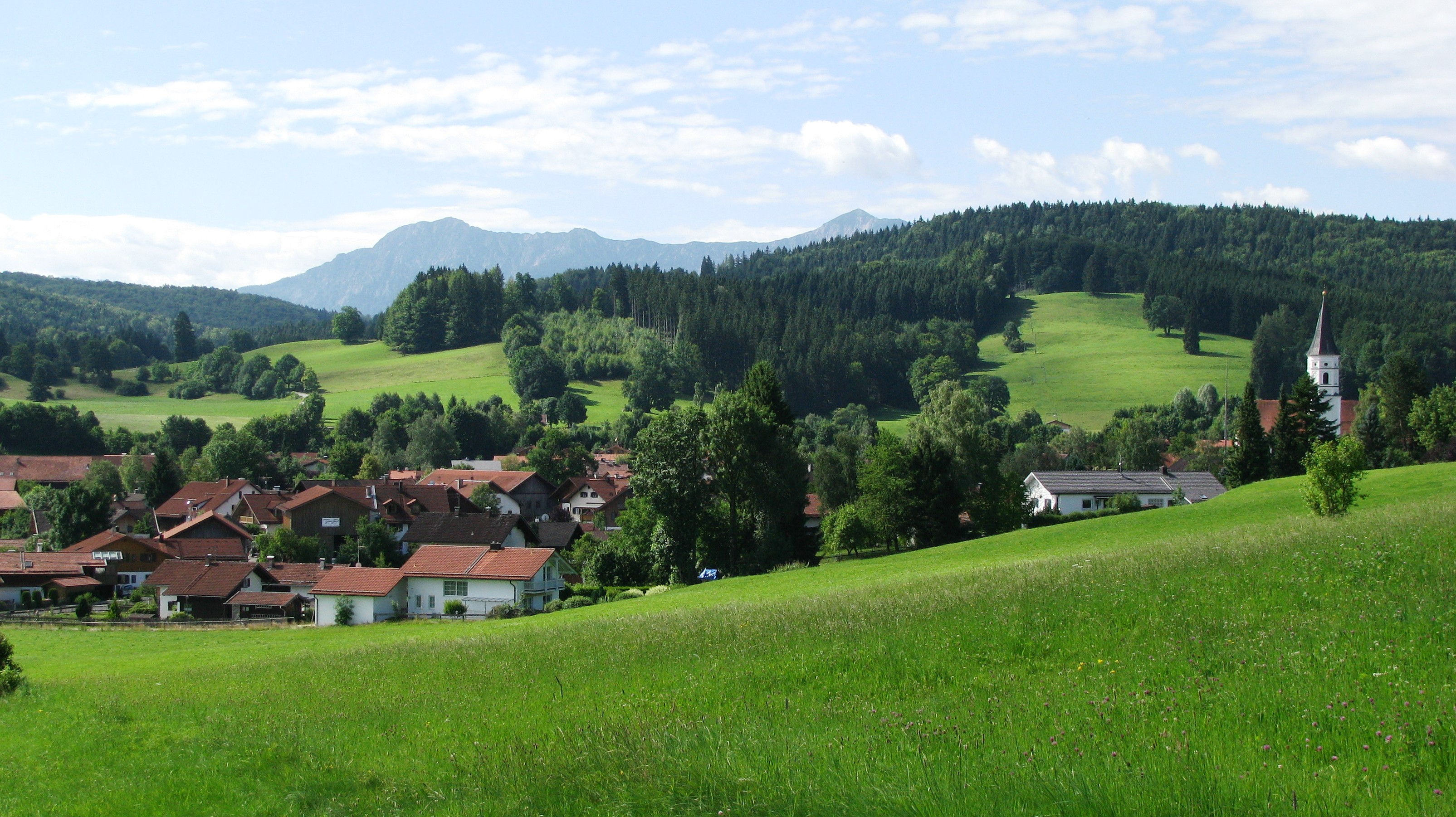
Habach aus nördlicher Richtung

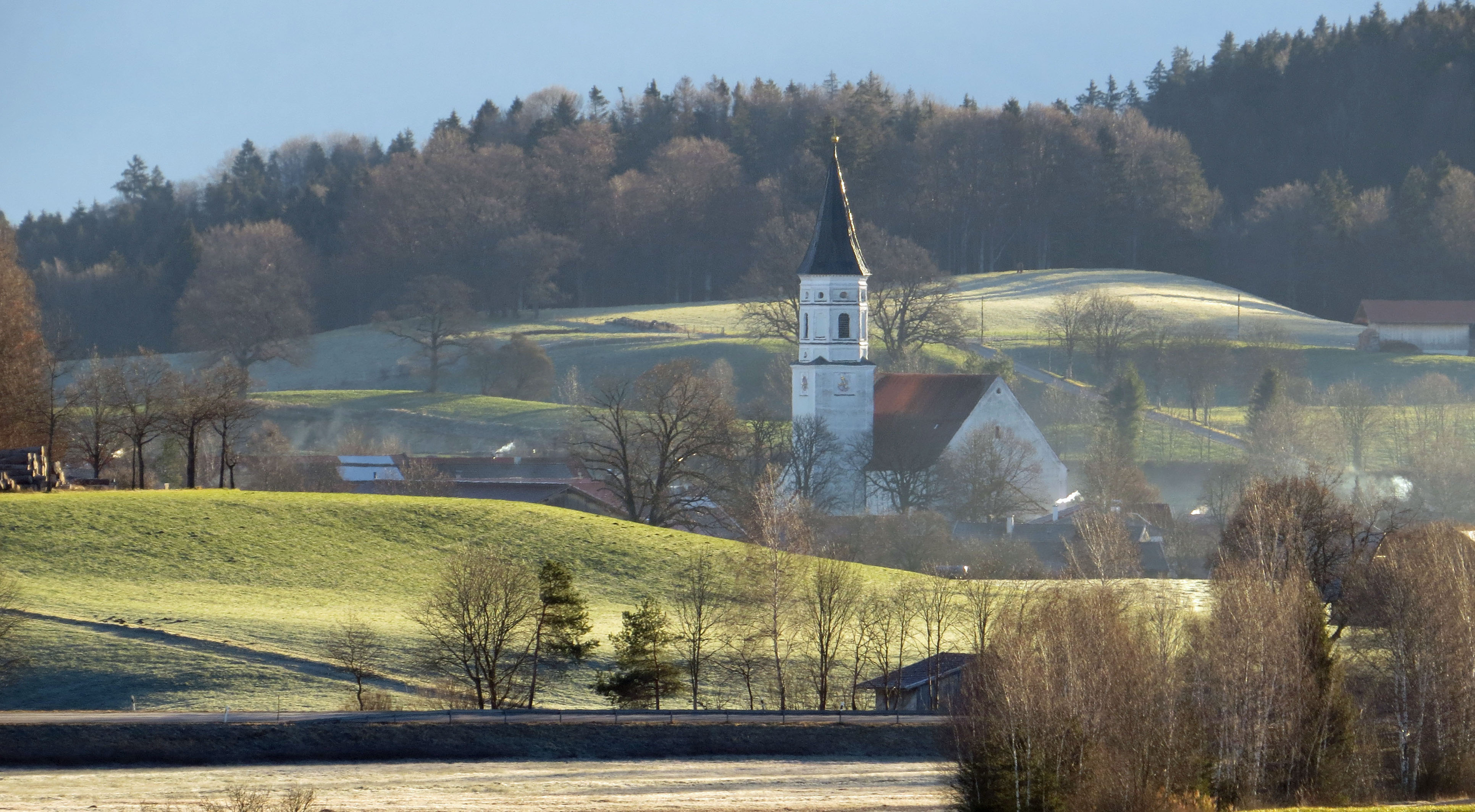
Habach von Westen

Habach ist eine Gemeinde im oberbayerischen Landkreis Weilheim-Schongau.

## Geografie

### Lage
Die Gemeinde liegt in der Region Bayerisches Oberland im Alpenvorland auf einer Linie zwischen Murnau und Penzberg. Zur Landeshauptstadt München im Nordosten beträgt die Entfernung etwa 50 Kilometer, nach Garmisch-Partenkirchen und zur Zugspitze im Südsüdwesten ungefähr 30 Kilometer.

### Nachbargemeinden
Das Gemeindegebiet wird größtenteils durch Felder und Wälder begrenzt. Kurze Grenzstrecken sind durch den Grenzbach im Südosten, einen namenlosen Bach im Südwesten und den Steinbach im Nordwesten gegeben.
Die Nachbargemeinden (im Uhrzeigersinn im Norden beginnend) sind: Antdorf, Sindelsdorf, Großweil, Riegsee und Obersöchering.
Entfernungen von Ortskern zu Ortskern
|                      | Antdorf 3 km                                |                  |
| Obersöchering 4,5 km | Kompassrose, die auf Nachbargemeinden zeigt | Sindelsdorf 4 km |
|                      | Riegsee 5 km                                | Großweil 6 km    |

### Gemeindegliederung
Die Gemeinde hat acht Gemeindeteile (in Klammern ist der Siedlungstyp angegeben):
- Dürnhausen (Kirchdorf)
- Habach (Pfarrdorf)
- Hinterfeld (Einöde)
- Hof (Einöde)
- Jaudenmühle (Einöde)
- Kratzlmühle (Einöde)
- Obermühle (Weiler)
- Thomamühle (Einöde)

Es gibt nur die Gemarkung Habach.

## Geschichte

### Bis zur Gemeindegründung
Der Ort Habach wurde in der Lebensbeschreibung des heiligen Ulrich um 983 erstmals erwähnt. Ein St. Ulrich geweihtes Kloster wurde durch Graf Norbert von Hohenwart im 11. Jahrhundert wohl als Chorherrenstift gegründet. Am 23. April 1330 verlieh Kaiser Ludwig der Bayer Habach und weiteren 16 oberbayerischen Klöstern und Stiften das Hofmarksrecht. Habach gehörte zum Rentamt München und zum Landgericht Weilheim des Kurfürstentums Bayern. Das Kloster Habach und dessen offene Hofmark wurden 1802 säkularisiert. Habach und Dürnhausen mit den umliegenden Einöden bildeten die im Jahr 1818 gegründete Gemeinde Habach, die zum Landgericht Weilheim gehörte.

### Ab dem 20. Jahrhundert
Der Landkreis Weilheim, zu dem die Gemeinde gehörte, wurde 1972 im Rahmen der Gemeindegebietsreform aufgelöst, Habach kam zum Landkreis Weilheim-Schongau.
Im Jahr 1978 wurde zusammen mit den Gemeinden Antdorf, Sindelsdorf und Obersöchering die Verwaltungsgemeinschaft Habach eingerichtet.
Am 26. August 2023 traf eine Superzelle die Gemeinde und richtete mit tischtennisballgroßen Hagelkörnern schwere Schäden an Gebäuden und Autos an.

### Etymologie
Auf die erste Erwähnung Habachs 983 in der Lebensbeschreibung des Heiligen Ulrich als Monasterium Hewibahc folgte eine weitere im Jahr 1073 als „Hegibach […] ad fontem ubi Maior Hegibach oritur“ (deutsch Hegibach bei der Quelle, wo der Größere Hegibach entspringt). Es folgen Belege Habachs als Heibach (1083), Hegibach (1085), Hegebach (1173–1175), Heibach (1190–1192), Haibach (ca. 1260), Hevbach (1312), Haebach (1335) und schließlich 1399 als Habach.
Das Bestimmungswort des ursprünglichen Gewässernamens lautete wohl *hegi, althochdeutsch für Hecke; also bedeutet Habach Heckenbach.

### Einwohnerentwicklung
Zwischen 1988 und 2018 wuchs die Gemeinde von 739 auf 1168 Einwohner bzw. um 58,1 % – den höchsten prozentualen Zuwachs im Landkreis im genannten Zeitraum.
| Jahr      | 1840 | 1871 | 1900 | 1925 | 1939 | 1950 | 1961 | 1970 | 1987 | 1991 | 1995 | 2000 | 2005 | 2010 | 2015 | 2020 |
| Einwohner | 428  | 379  | 409  | 510  | 480  | 788  | 640  | 567  | 723  | 792  | 812  | 934  | 1052 | 1196 | 1151 | 1177 |

## Politik

### Gemeinderat
| Partei/Liste       | Wahl 2020      | Wahl 2020     | Wahl 2014      | Wahl 2014     | Wahl 2008     | Wahl 2008     | Wahl 2002     | Wahl 2002 |
| Partei/Liste       | Stimmenanteil  | Sitze         | Stimmenanteil  | Sitze         | Stimmenanteil | Sitze         | Stimmenanteil | Sitze     |
| ------------------ | -------------- | ------------- | -------------- | ------------- | ------------- | ------------- | ------------- | --------- |
| UWG 1              | 77,8 % (+19,3) | 9 (+2)        | 58,5 % (−40,4) | 7 (−5)        | 98,9 % (−0,2) | 12 (±0)       | 100,0 %       | 12        |
| Dürnhausner Liste  | 22,2 % (+3,2)  | 3 (+1)        | 19,0 % (+19,5) | 2 (+2)        |               |               |               |           |
| CSU/Parteilose     |                |               | 22,5 % (+22,5) | 3 (+3)        |               |               |               |           |
| ohne Wahlvorschlag |                |               |                |               | 1,1 % (+1,1)  | 0             |               |           |
| Gesamt             | 100 %          | 12            | 100 %          | 12            | 100 %         | 12            | 100 %         | 12        |
| Wahlbeteiligung    | 74,5 % (+6,7)  | 74,5 % (+6,7) | 67,8 % (-1,9)  | 67,8 % (-1,9) | 69,7 % (-2,5) | 69,7 % (-2,5) | 72,2 %        | 72,2 %    |

### Bürgermeister
Während der Zeit des Chorherrenstifts Habach (1073–1802) hatte der jeweilige Propst quasi die politische Führung inne. Von 1802 bis 1818 lag diese beim Gemeindeobmann, bis 1871 beim Gemeindevorsteher und anschließend schließlich beim Bürgermeister.
Folgende Personen übten die Ämter aus:
| Amtszeit  | Name                 | Partei | Beruf | Anmerkung                 |
| --------- | -------------------- | ------ | ----- | ------------------------- |
| 1802–1805 | Andrä Karl           |        | Bauer | Reindlbauer               |
| 1805–1814 | Nikolaus Neuner      |        | Bauer | Lenzschuster              |
| 1815–1823 | Adam Neuner          |        | Bauer | Lenzschuster              |
| 1824–1827 | Josef Schwab         |        | Bauer | Kramer                    |
| 1828–1833 | Kaspar Mayr          |        | Bauer | Weber                     |
| 1833–1848 | Josef Kirnberger     |        |       |                           |
| 1848–1851 | Josef Schwab         |        | Bauer | Kramer                    |
| 1851–1854 | Felix Kirchmayer     |        | Bauer | Maurer                    |
| 1854–1860 | Andreas Reßler       |        | Bauer | Zukler                    |
| 1860–1869 | Johann Promberger    |        | Bauer | Wagner                    |
| 1870–1882 | Johann Jakob Schöttl |        | Bauer | Kailer                    |
| 1882–1888 | Ignaz Freisl         |        | Bauer | Jaudenmühler, Ehrenbürger |
| 1888–1894 | Ignaz Kölbl          |        | Bauer | Baur                      |
| 1894–1900 | Emmerich Schwaiger   |        |       |                           |
| 1900–1919 | Franz Promberger     |        | Bauer | Wagner                    |
| 1919–1934 | Johann Freisl        |        | Bauer | Bäcker                    |
| 1934–1945 | Peter Führmann       |        |       |                           |
| 1945–1972 | Ulrich Sonner        |        | Bauer | Greinwald, Ehrenbürger    |
| 1972–1990 | Josef Plinganser     |        |       |                           |
| 1990–2000 | Albert Metzler       | CSU/FW |       |                           |
| 2000–2008 | Josef Neuner         |        |       | ohne Wahlvorschlag        |
| seit 2008 | Michael Strobl jun.  | UWG 1  |       |                           |

### Gemeindefinanzen
Die Gemeindesteuereinnahmen betrugen im Jahr 2017 1.376.000 €, davon entfielen 367.000 € (netto) auf die Gewerbesteuer.

### Wappen
Blasonierung: „In Blau ein silberner Regenbogen, darüber ein silbernes Ulrichskreuz, beseitet rechts von einer goldenen Ähre, links von einem senkrechten goldenen Eichenblatt, darunter ein goldenes Mühlrad.“ Das Wappen führt die Gemeinde seit dem 19. Juni 1987.

## Wirtschaft und Infrastruktur

### Wirtschaft einschließlich Land- und Forstwirtschaft
Im Jahr 2021 gab es nach der amtlichen Statistik am Wohnort 488 sozialversicherungspflichtig Beschäftigte, am Arbeitsort waren es 275. Im verarbeitenden Gewerbe gab es zwei Betriebe mit 20 oder mehr Mitarbeitern, im Bauhauptgewerbe deren fünf. Zudem bestanden im Jahr 2020 21 landwirtschaftliche Betriebe mit einer landwirtschaftlich genutzten Fläche von insgesamt 417 ha. Davon waren 384 ha Dauergrünfläche.

### Verkehr
Südlich an Habach vorbei führt die Bundesstraße 472, die ca. 3,5 km östlich des Ortes auf die A 95 trifft. Von der Bundesstraße zweigt die Staatsstraße 2038 nach Antdorf ab. Der Ort ist auch mit zwei Buslinien des RVO erreichbar.

### Dorfladen
Seit Mai 2012 existiert in Habach ein Dorfladen, der Lebensmittel und andere Waren anbietet. Rund 200 Familien des Dorfes sind an dem Unternehmen beteiligt.

### Bildung
2022 gab es folgende Einrichtungen:
- 1 Kindergarten: 74 Kindergartenplätze mit 58 Kindern[8]
- Grundschule: Außenstelle der Grundschule Iffeldorf[18]

## Persönlichkeiten

### Söhne und Töchter von Habach
- Hans Denck (1495–1527), deutscher Theologe und Täufer

### Personen, die in Habach gewirkt haben
- Wolfgang van Elst (* 1962), Bildhauer. Unterhält seit 1992 sein Atelier in der Jaudenmühle.
- Gerd Rubenbauer (* 1948), Sportjournalist, wohnhaft in Habach

### Ehrenbürger
Folgenden Personen wurde die Ehrenbürgerwürde verliehen:
| Name          | Lebensdaten | Anmerkung                                                    |
| ------------- | ----------- | ------------------------------------------------------------ |
| Ignaz Freisl  | 1867–1952   | Mühlenbesitzer, Jaudenmühle, Bürgermeister von 1882 bis 1888 |
| Josef Hammerl | 1868–1948   | Pfarrer von 1898 bis 1948                                    |
| Ulrich Sonner | 1870–1962   | Ökonomierat                                                  |
| Eugen Job     | 1898–1984   | Pfarrer von 1948 bis 1984                                    |
| Ulrich Sonner | 1901–1976   | Bürgermeister von 1945 bis 1972                              |